# Teatro Farnese

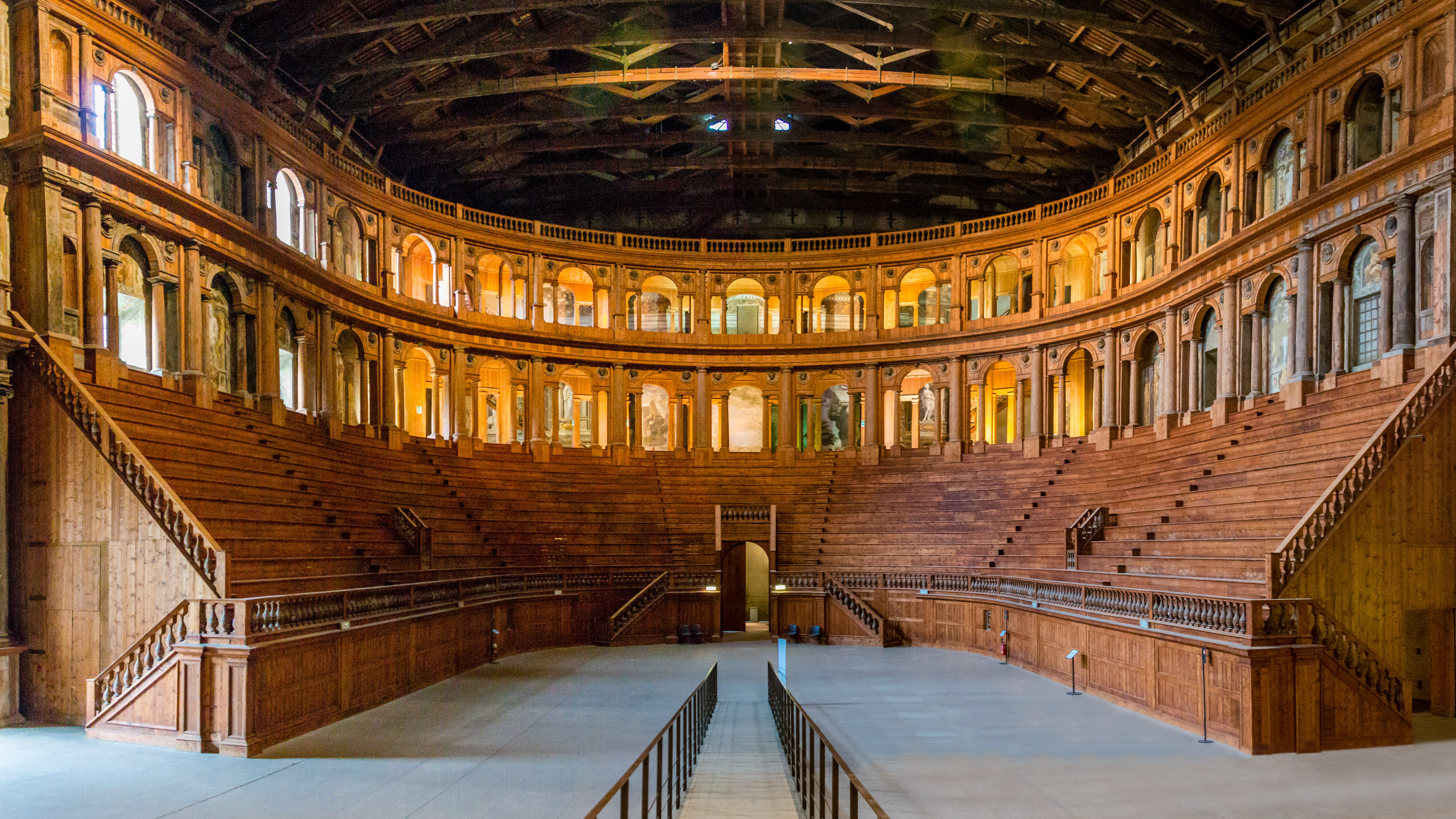
Teatro Farnese, läktaren.

Teatro Farnese är en barockteater i Parma, Italien. Teatern uppfördes 1617-1618 efter ritningar av arkitekten och ingenjören Giovanni Battista Aleotti. Teatern ingår i den italienska rutten av Europavägen historiska teatrar.
Slottsteatern inrättades på initiativ av Ranuccio I Farnese (hertig av Parma och Piacenza) i Palazzo della Pilottas tidigare bollhus. Som förebild tjänade Teatro Olimpico i Vicenza från 1585. I bollhusets sal som mäter 87 x 32 meter byggdes läktare i trä med 14 rader och en totalhöjd av 22 meter. Scenen mäter 40 x 12 meter. Över träkonstruktionen uppsattes stuck som  skulle försegla marmor.
Teatern invigdes 1618 men den första föreställningen ägde först rum den 21 december 1628. Föreställningarna var påkostade med bland annat sjöslag, vilket ledde till att fram till 1732 enbart gavs nio föreställningar.
Under andra världskriget förstördes teatern nästan fullständigt av en allierad bombräd i maj 1944. Åren 1956-1962 återuppbyggdes och rekonstruerades teatern till ursprungligt skick.